# Säumerfest (Grafenau)
Das Säumerfest ist ein Volksfest in Grafenau im Bayerischen Wald, das an die Tradition des Salzhandels erinnert.

## Hintergrund

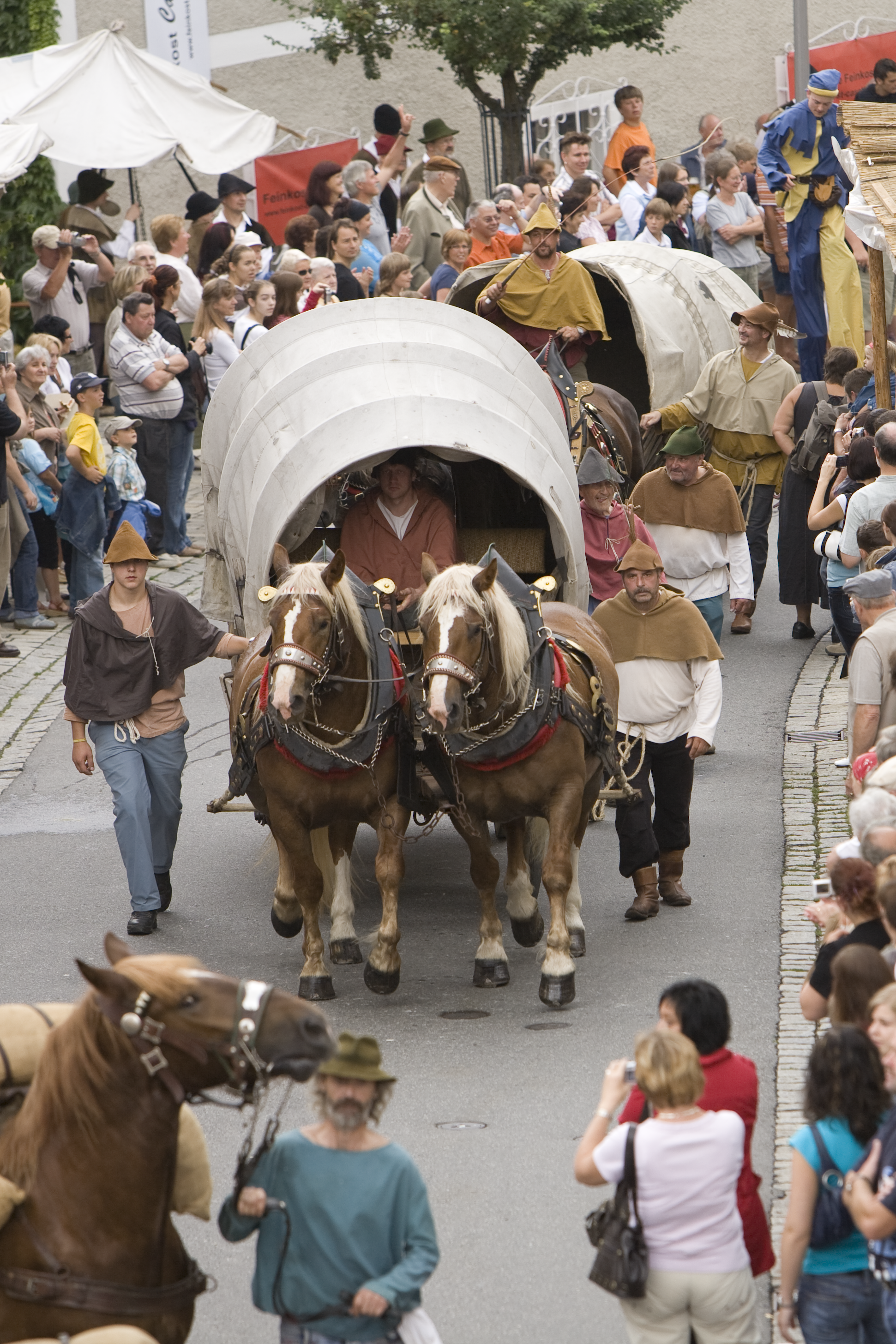
Der Einzug der Säumer und Gaukler in der Stadt Grafenau

Salz war in früherer Zeit eines der kostbarsten Güter und musste über weite Wege von den Salinen und Abbaugebieten transportiert werden. Das Pferd war dabei oftmals das Transportmittel der Wahl. So auch auf dem Goldenen Steig, einem auf Beschluss Kaiser Karl IV. von 1356 bis 1361 errichteten Handelsweg über die Mittelgebirgszüge des Bayerischen Waldes.
Auf ihm wurden, von den so genannten Säumern, Waren (neben Salz auch Gewürze, Wein und Tücher) von den Häfen der Donau in Passau oder Vilshofen nach Norden und Osten ins Böhmische gebracht. Im Austausch dafür brachten die Säumer – neben tierischen Produkten wie Fisch, Schmalz und Eier – vor allem Getreide zurück nach Bayern. So wurde ihre Haupthandelszeit durch die Ernte im Herbst bestimmt. Die Säumer waren auf eigene Rechnung arbeitende Kaufleute, die mit ihrem Pferd oder Maulesel Waren im Auftrag transportierten.

## Ablauf
An diese Tradition erinnert bis heute das Säumerfest mit dem Zug der Salzsäumer in Grafenau. Erstmals im Jahr 1976 – aus Anlass des 600-jährigen Jubiläums der Ernennung zur Stadt durch Kaiser Karl IV. – findet das Fest alljährlich am ersten Samstag im August statt. Dabei ziehen etwa 30 als Salzhändler Verkleidete mit Pferd und Planwagen von Haus im Wald nach Grafenau. Hier wird ihnen von den städtischen Honoratioren hoheitsvoll Einlass in die Stadt gewährt. Begleitet wird der Zug im Stadtbereich Grafenaus von Spielmannszügen, Gauklern, Trachtenvereinen und Bürgerwehr. Zu besonderen Anlässen, beispielsweise an Jubiläumsjahren der Städtepartnerschaft Grafenaus mit Schärding in Österreich oder Bergreichenstein in Tschechien, gehen die Salzsäumer mit Unterstützung aus diesen beiden Städten auch den ganzen Weg von Schärding bis Bergreichenstein.
In der Stadt findet während des Festes von früh bis in die Nacht ein mittelalterlicher Markt mit Komödiantenspiel, Musik und historischem Handwerk statt. Auch ein Bogenschießwettbewerb und ein historisches Korndreschen mit Dreschflegeln werden veranstaltet. Alljährlich wird zum Säumerfest beim Gautschen ein mittelalterliches „Freisprechritual“ aus dem Buchdruckerhandwerk aufgeführt.
Im Jahr 2017 wurde das Fest mit dem Heimatpreis Bayern ausgezeichnet.